# Lengheimb (Adelsgeschlecht)

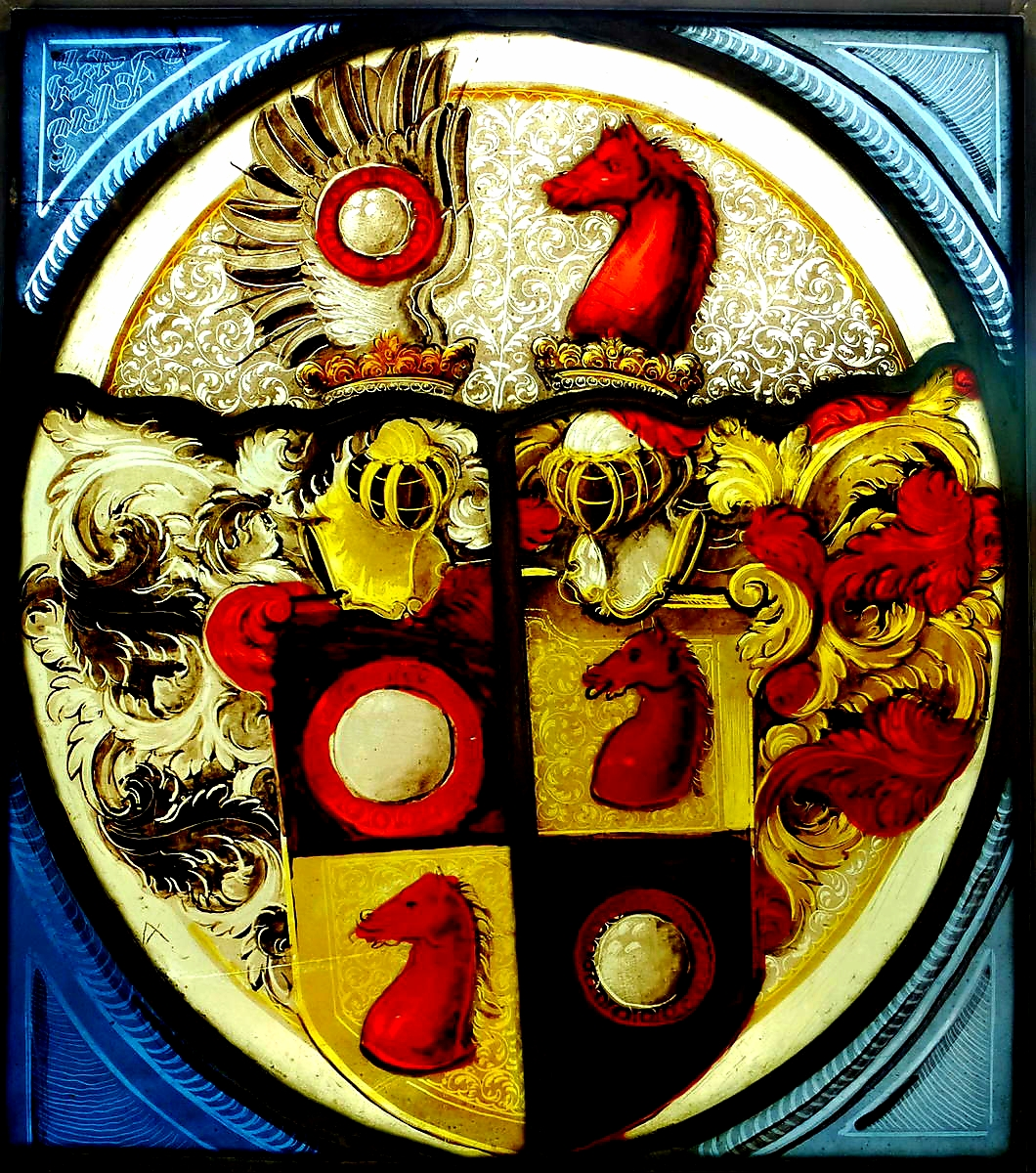
Wappen derer von Lengheimb, Kabinettscheibe 1582

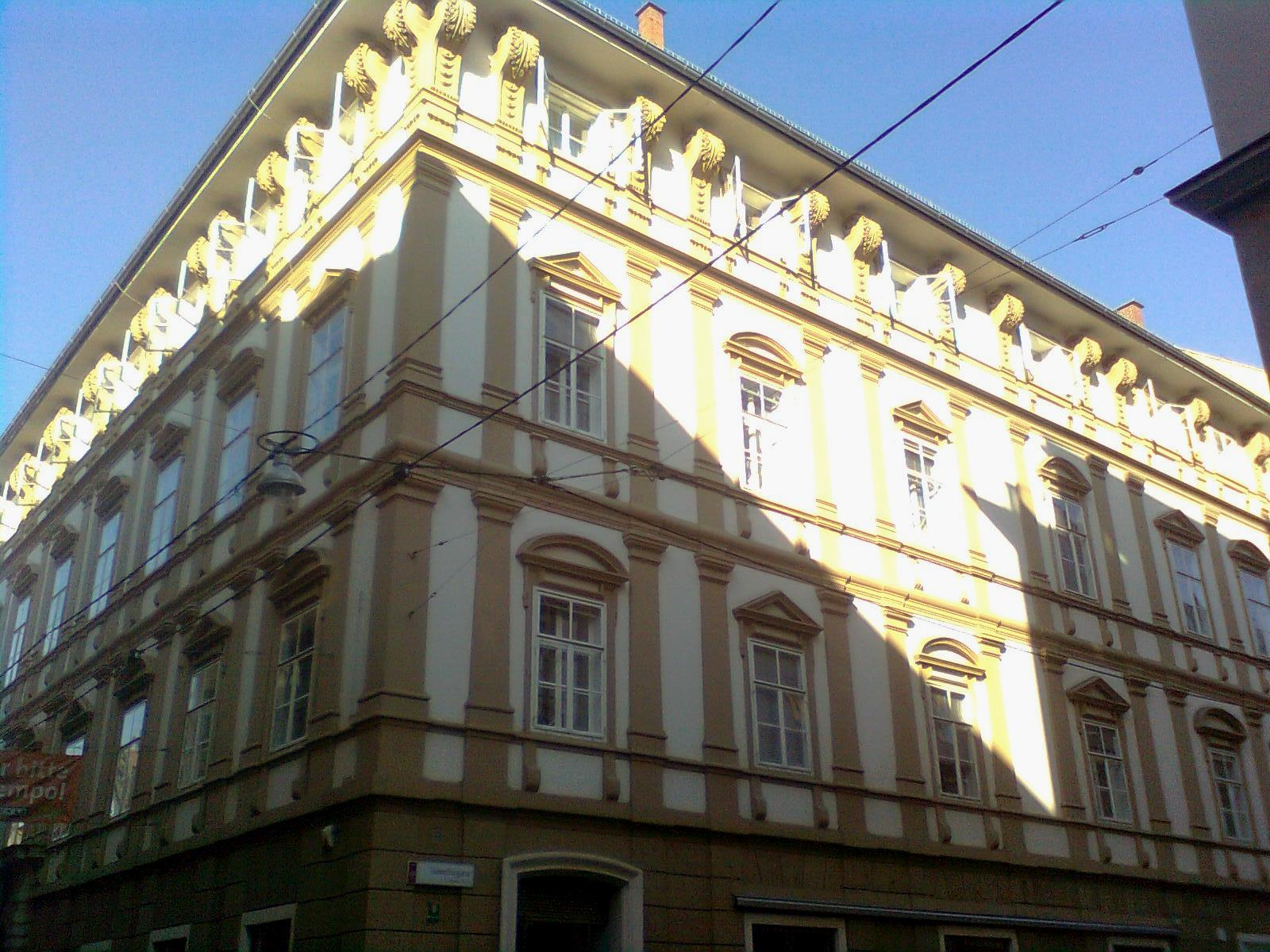
Palais Lengheimb (Hans-Sachs-Gasse) in Graz, einst im Besitz derer von Lengheimb

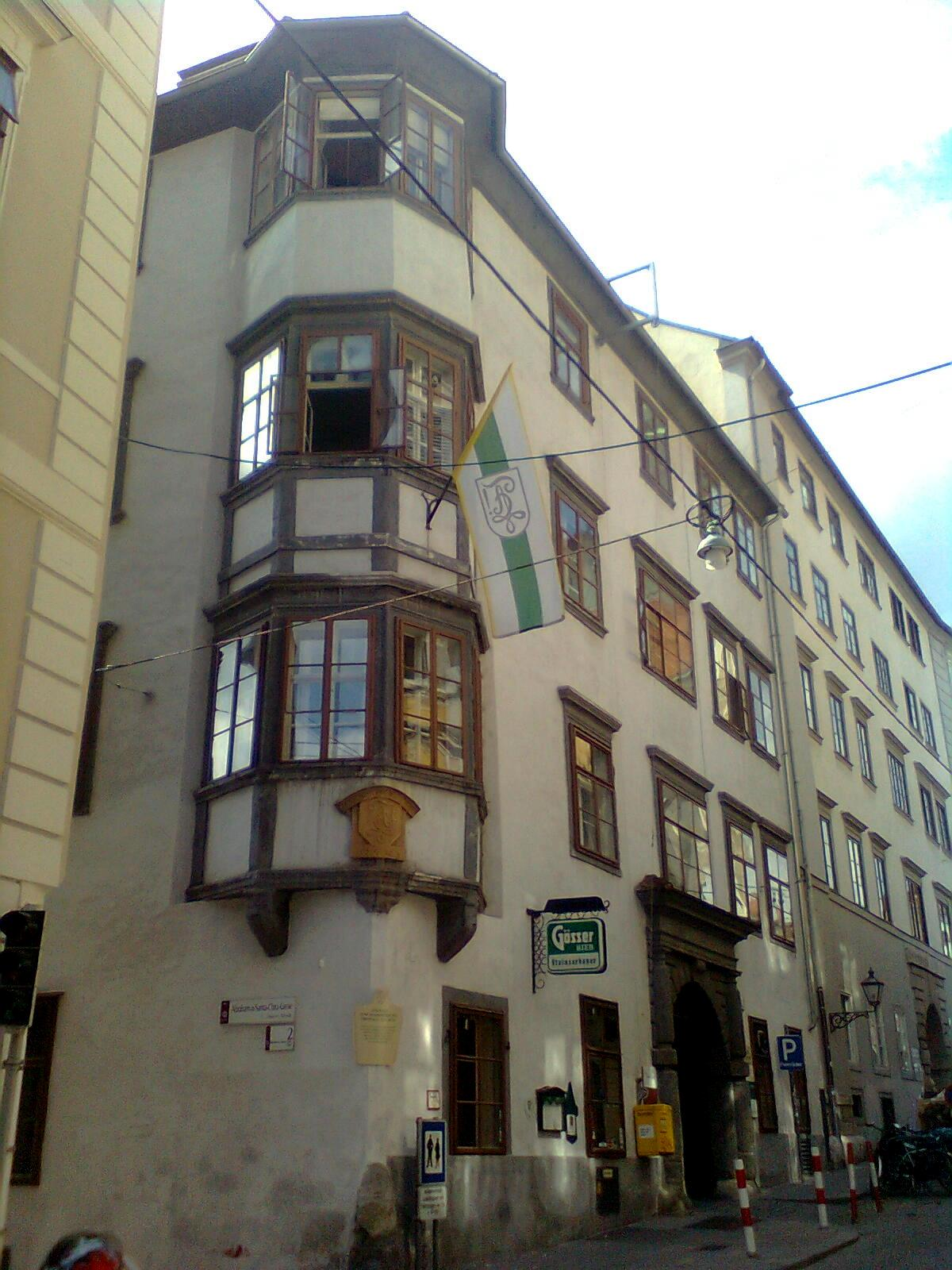
Palais Lengheimb (Bürgergasse) in Graz, einst Besitz derer von Lengheimb

Lengheimb (auch Lenghaimb, Lengheim) ist der Name eines alten Adelsgeschlechts aus der Steiermark, die sich als ritterliche steirische Familie mit Besitzungen auch in der Krain sowie in Niederösterreich verzweigten.

## Geschichte

### Ursprung und Besitztümer
Der Ursprung der Lengheimber (Lengheimer) wird nach Siebmacher in der Steiermark angegeben, nach Herwig Ebner aus der Krain. Die urkundlich belegte Stammreihe beginnt mit Niclas von Lengheim, der 1420 starb. Im Jahre 1560 wird ein Georg von Lengheimb genannt, der am 14. Januar verstarb und Michaeler Pfarrkirche in Wien bestattet wurde.  Johann Andreas Graf von Lengheimb sowie Adam Graf von Lengheimb, 1714 in den alten Herrenstand Niederösterreichs erhoben, wobei deren Introduktion nach Siebmacher unersichtlich bleibt. Es folgte später auch die Aufnahme des Joachim Graf von Lengheimb. Er hatte keine Güter und trug den Titel königlich kaiserlicher Kämmerer, und war Landesausschussrat der Steiermark. Zwar zeugte Joachim Nachfahren, jedoch erlosch mit Emanuel Graf von Lengheimb, Joachims jüngeren Sohn, das Geschlecht derer von Lengheimb im Mannesstamm. Emanuel von Lengheimb war Kämmerer und Rittmeister der deutschen Arcieren-Garde, heiratete nicht und verstarb am 15. März 1845.
An das Geschlecht derer von Lengheimb erinnern die beiden Palais Lengheimb in Graz, Palais von Lengheimb (Bürgergasse) sowie Palais Lengheimb (Hans-Sachs-Gasse), als zwei ihrer Besitztümer. Weitere Besitzungen waren Bertholdstein, Kapfenstein, Laubegg, Kalsdorf, St. Martin in Graz, Trautenburg, Schloss Paar (Schloss Hartberg) in Hartberg sowie Schwarzenegg.

### Namensträger
- Adam von Lengheimb (Lengheim)
- Amalie Gräfin Lengheimb (Lengheim)
- Andreas und Max Adam von Lengheimb (Lengheim)
- Benigna von Lengheimb (Lengheim)
- Franz Graf Lengheimb (Lengheim)
- Georg Adam Graf Lengheimb (Lengheim)
- Joachim Graf Lengheimb (Lengheim)
- Maria Helene Gräfin Lengheimb (Lengheim)
- Max Adam Graf Lengheimb (Lengheim)

### Nobilitierungen
Die Lengheimber wurden in den Freiherrenstand im Jahre 1575 und in den Reichsgrafenstand mit Georg Adam und Johann Andreas (Diplom vom 10. März. 1674) erhoben.

## Wappen

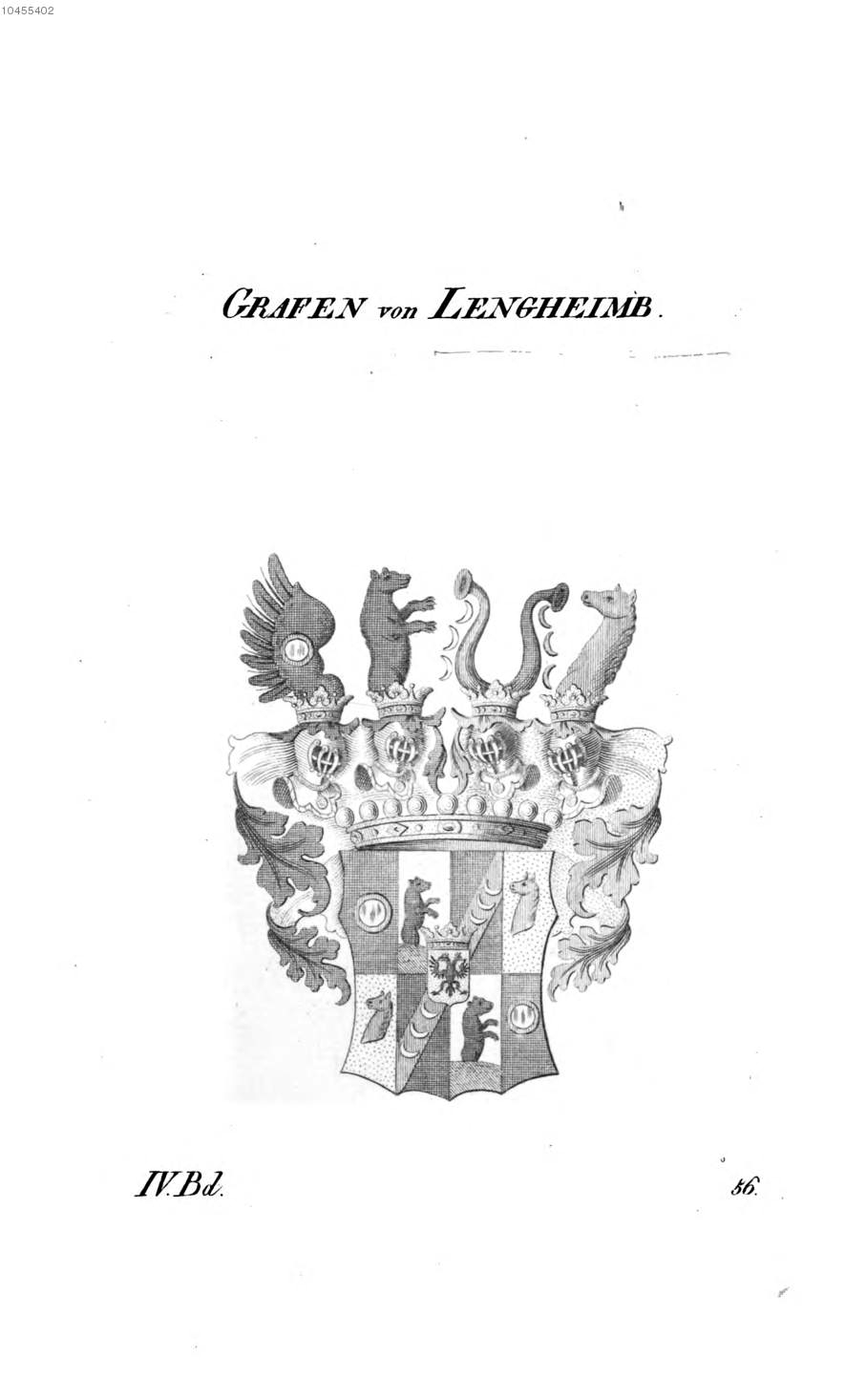
Wappen der Grafen von Lengheimb, nach Tyroff: Wappenbuch

### Stammwappen
Blasonierung: Das Stammwappen zeigt nach Siebmachers Wappenbuch in Schwarz einen rotgefassten natürlichen Spiegel, auf dem Helm ein mit dem Schildbild belegter schwarzer Flügel; die Helmdecken sind schwarz-silber.

### Vermehrtes Wappen
Blasonierung: Das vermehrte Wappen von 1563 zeigt nach Siebmacher einen von Schwarz und Gold gevierteten Schild; die Felder 1 und 4 zeigen das Stammwappen; 2 und 3 (Wappen derer ausgestorbenen Praun) stellen ein wachsendes rotes Ross dar; über dem Schild zwei gekrönte Helme: 1) Stammkleinod, 2) das rote Ross wachsend; die Helmdecken sind schwarz-silbern, rot-golden.

### Gräfliches Wappen
Blasonierung: Das gräfliche Wappen von 1674 zeigt nach Siebmacher in den Feldern 1 und 8 das Stammwappen, in 2 und 7 in Silber aus grünem Dreiberg wachsend einen schwarzen Bären (Weisseneck), in 3 und 6 in Schwarz ein mit drei silbernen Monden belegter roter Schräglinksbalken, in 4 und 5 in Gold der rote Pferderumpf (Praun); vier gekrönte Helme zieren das Grafenwappen mit 1) dem Stammkleinod, 2) den schwarzen Bären, 3) zwei Hörnern, außen mit je 3 silbernen Sichelmonden besteckt (Weisseneck), 4) den roten Pferderumpf (Praun); die Helmdecken sind in schwarz-silbern und rot-golden.